# Povijest povišenoga krvnog tlaka
Suvremena povijest povišenoga krvnog tlaka (hipertenzije) započinje razumijevanjem kardiovaskularnoga (srčano-žilnoga) sustava na temelju rada liječnika Williama Harveyja (1578 - 1657). On je opisao cirkulaciju krvi u svojoj knjizi De motu cordis. Engleski duhovnik Stephen Hales prvi je objavio rezultat mjerenja krvnog tlaka 1733. godine. Opisi onoga što će se kasnije nazivati povišenim krvnim tlakom potječu, između ostaloga, od Thomasa Younga 1808. i osobito Richarda Brighta 1836. Bright je primijetio vezu između srčane hipertrofije i bolesti bubrega, zbog čega je bolest bubrega u tom razdoblju često nazivana Brightovom bolešću. 1850. George Johnson ukazao je na to da bi zadebljane krvne žile vidljive u bubregu zbog Brightove bolesti mogle biti prilagodba na povišeni krvni tlak. William Senhouse Kirkes 1855. i Ludwig Traube 1856. također su na temelju patoloških opažanja smatrali da bi povišeni tlak mogao objasniti povezanost hipertrofije lijeve klijetke s oštećenjem bubrega zbog Brightove bolesti. Samuel Wilks primijetio je da hipertrofija lijeve klijetke i bolesne arterije nisu nužno povezane s bolešću bubrega, dakle, da se visoki krvni tlak može pojaviti kod ljudi sa zdravim bubrezima. Prvi prikaz povišenoga krvnog tlaka kod osobe bez dokaza o prisutnosti bubrežne bolesti napravio je Frederick Akbar Mahomed 1874. godine pomoću sfigmografa. Koncept hipertenzivne bolesti kao bolesti cirkulacije stvorio je Sir Clifford Allbutt, nazvavši to stanje "hiperpijezijom". Međutim, hipertenzija je kao medicinski entitet zaživjela 1896. godine izumom sfigmomanometra na bazi manšete Scipiona Riva-Roccija 1896. godine koji je omogućio mjerenje krvnog tlaka u klinici. Godine 1905. Nikolaj Korotkoff poboljšao je tehniku opisujući Korotkoffove zvukove koji se čuju kada se arterija osluškuje stetoskopom dok se ispušta zrak iz manšete sfigmomanometra. Praćenje slijeda mjerenja krvnog tlaka dodatno je unaprijeđeno kada je Donal Nunn 1981. izumio precizan i potpuno automatiziran oscilometrijski sfigmomanometar.
Izraz primarna hipertenzija ('Essentielle Hypertonie') skovao je Eberhard Frank 1911. godine kako bi opisao povišeni krvni tlak kojemu se nije mogao otkriti uzrok. Godine 1928. liječnici s klinike Mayo skovali su pojam maligna hipertenzija za opisivanje sindroma obilježenoga vrlo visokim krvnim tlakom, teškom retinopatijom i neodgovarajućom funkcijom bubrega koji je obično rezultirao smrću u roku od godinu dana zbog moždanog udara, zatajenja srca ili zatajenja bubrega. Istaknuti pojedinac s teškom hipertenzijom bio je Franklin D. Roosevelt. Međutim, iako je prijetnja teške ili maligne hipertenzije bila prepoznata, rizici umjerenoga povišenja krvnog tlaka bili su nejasni, a koristi od liječenja nedefinirane. Slijedom toga, hipertenzija se često dijelila na "zloćudnu" i "dobroćudnu". Godine 1931. John Hay, profesor medicine na Sveučilištu u Liverpoolu, napisao je kako "ima istine u izreci da je najveća opasnost za čovjeka s visokim krvnim tlakom u njegovu otkriću, jer će ga tada neka budala sigurno pokušati smanjiti". Takvo je mišljenje 1937. ponovio američki kardiolog Paul Dudley White, koji je smatrao da "povišeni krvni tlak može biti važan kompenzacijski mehanizam na koji se ne smije utjecati, čak ni kada smo sigurni da ga možemo kontrolirati". Udžbenik Charlesa Friedberga iz 1949. "Bolesti srca" navodi da "ljude s 'blagom benignom' hipertenzijom ... [definirana kao krvni tlak do 210/100 mm Hg] ... ne treba liječiti ". Međutim, smjer medicinskoga mišljenja promijenio se: 1950-ih godina sve se više uviđalo da "benigna" hipertenzija nije bezazlena. Tijekom sljedećeg desetljeća sve je više dokaza prikupljeno iz godišnjih izvještaja i longitudinalnih studija, poput Framinghamske studije, da "dobroćudna" hipertenzija povećava smrtnost i pojavnost kardiovaskularnih bolesti i da se ti rizici povećavaju s povećanjem krvnog tlaka na čitavom spektru krvnih tlakova u populaciji. U skladu s time su državni zavodi za zdravstvo provodili i druga populacijska istraživanja, koja su dodatno pokazala da Afroamerikanci imaju viši rizik od hipertenzije i njezinih komplikacija.

## Liječenje i lijekovi
Povijesno se liječenje onoga što se nazivalo "bolest teškog pulsa" sastojalo od smanjenja količine krvi puštanjem krvi ili primjenom pijavica. Takav je pristup zagovaran u djelima Unutarnji kanon Žutoga Cara iz kineske drevne medicine i antičkim djelima autora Kornelija Celza, Galena i Hipokrata.
U kasnom 19. i od početka do sredine 20. stoljeća korištene su mnoge terapije za liječenje povišenoga krvnog tlaka ali je malo njih bilo učinkovito i bile su slabo podnošljive. Uključivale su prehranu sa strogo ograničenim unosom natrija), simpatektomiju (kirurško uklanjanje dijelova simpatičkog živčanog sustava) i terapiju pirogenima (tvarima koje izazivaju vrućicu i time neizravno smanjuju krvni tlak). Prvi kemijski preparat korišten za hipertenziju, natrijev tiocijanat, upotrijebljen je 1900. godine, ali imao je mnoge nuspojave i bio je nepopularan. Ostala sredstva, poput barbiturata, bizmuta i bromida uglavnom su imala potporno, a ne terapijsko djelovanje. Nakon Drugoga svjetskog rata korištena su i druga sredstva, od kojih je najpopularniji i donekle učinkovit bio tetrametilamonijev klorid i njegov derivat heksametonij. U poslijeratnome su razdoblju korišteni i hidralazin i rezerpin (dobiven iz ljekovite biljke Rauvolfia serpentina).
Značajan pomak postignut je 1950-ih otkrićem dobro podnošljivih oralnih diuretika, od kojih je prvi bio klorotiazid (Diuril). Proizveden je iz antibiotika sulfanilamida i postao je dostupan 1958. Randomizirano kontrolirano ispitivanje koje je provodila udruga za veterane uspoređivala je djelovanje hidroklorotiazid uz rezerpin i hidralazin u odnosu na placebo. Istraživanje je prekinuto ranije jer su ispitanici na placebu razvili značajno više komplikacija i smatralo se da je neetično uskratiti im liječenje. Studija je nastavila s osoba s nižim krvnim tlakom i pokazala je da je liječenje čak i kod osoba s blagom hipertenzijom više nego prepolovilo rizik od kardiovaskularne smrti. Godine 1975. Laskerova posebna nagrada za javno zdravlje dodijeljena je timu koji je razvio klorotiazid. Rezultati tih studija potaknuli su javnozdravstvene kampanje povećanja svijesti javnosti o hipertenziji i promicanja važnosti mjerenja i liječenja povišenoga krvnog tlaka. Čini se da su te mjere barem djelomično pridonijele padu smrtnosti od moždanog udara i ishemijske bolesti srca za 50 % između 1972. i 1994.
Ubrzo je postalo dostupno još lijekova za liječenje povišenoga krvnog tlaka. Britanski liječnik James W. Black razvio je beta blokatore početkom 1960-ih; oni su u početku korišteni za liječenje angine, no pokazalo se da snižavaju krvni tlak. Black je za svoje otkriće dobio Laskerovu nagradu 1976., a 1988. dobio je Nobelovu nagradu za fiziologiju ili medicinu. Sljedeća vrsta antihipertenziva koja je otkrivena bili su blokatori kalcijskih kanala. Prvi njihov predstavnik bio je verapamil, derivat papaverina za koji se u početku mislilo da je beta blokator i koristio se za anginu, ali pokazalo se da ima drugačiji način djelovanja i da snižava krvni tlak. Poznato je da renin-angiotenzinski sustav ima važnu ulogu u regulaciji krvnog tlaka, a inhibitori angiotenzin-konvertirajućega enzima (ACE) razvijeni su racionalnim dizajnom lijekova. 1977. godine opisan je kaptopril, oralno aktivno sredstvo; što je dovelo do razvoja niza drugih ACE-inhibitora. U novije vrijeme blokatori angiotenzinskih receptora i inhibitori renina također su uvedeni kao antihipertenzivi.